# Janus (måne)
Janus (från grekiskans Ιανός), även känd som Saturn X eller S/1980 S1, är den sjätte av Saturnus månar. Janus upptäcktes av den franske astronomen Audouin Dollfus 1966. Dollfus är den officiella upptäckaren av Janus men det är inte riktigt säkert huruvida objektet han såg var Janus eller Epimetheus och hans observationer ledde till en felaktig omloppsbana. Även Walker upptäckte Janus på egen hand men hans telegram kom fram några få timmar efter Dollfus. 1978 fastställde Larson och Fountain att det faktiskt handlade om två satelliter. Detta bekräftades 1980 av Voyager 1. 
Janus och Epimetheus avstånd från Saturnus skiljer med bara 50 kilometer, mindre än diametern för någon av dem. Deras omloppshastigheter är nära identiska. Då de närmar sig varandra utbyter de en del rörelsemängd med resultat att den lägre hamnar i en högre omloppsbana medan den andre faller till en lägre omloppsbana. De byter alltså plats och detta sker en gång vart fjärde år. Värdet för avståndet till Saturnus som anges här är det de hade vid Voyagers besök. För mer information om omloppsbanan, se Epimetheus.
Janus yta är starkt kratrad, ett flertal kratrar större än 30 kilometer, men den har bara få linjära formationer. Dess yta verkar vara äldre än Prometheus, men yngre än Pandoras.